# Audi TT 8J
La Audi TT 8J è la seconda generazione dell'Audi TT, prodotta dalla casa automobilistica tedesca Audi dal 2006 al 2014.

## Storia

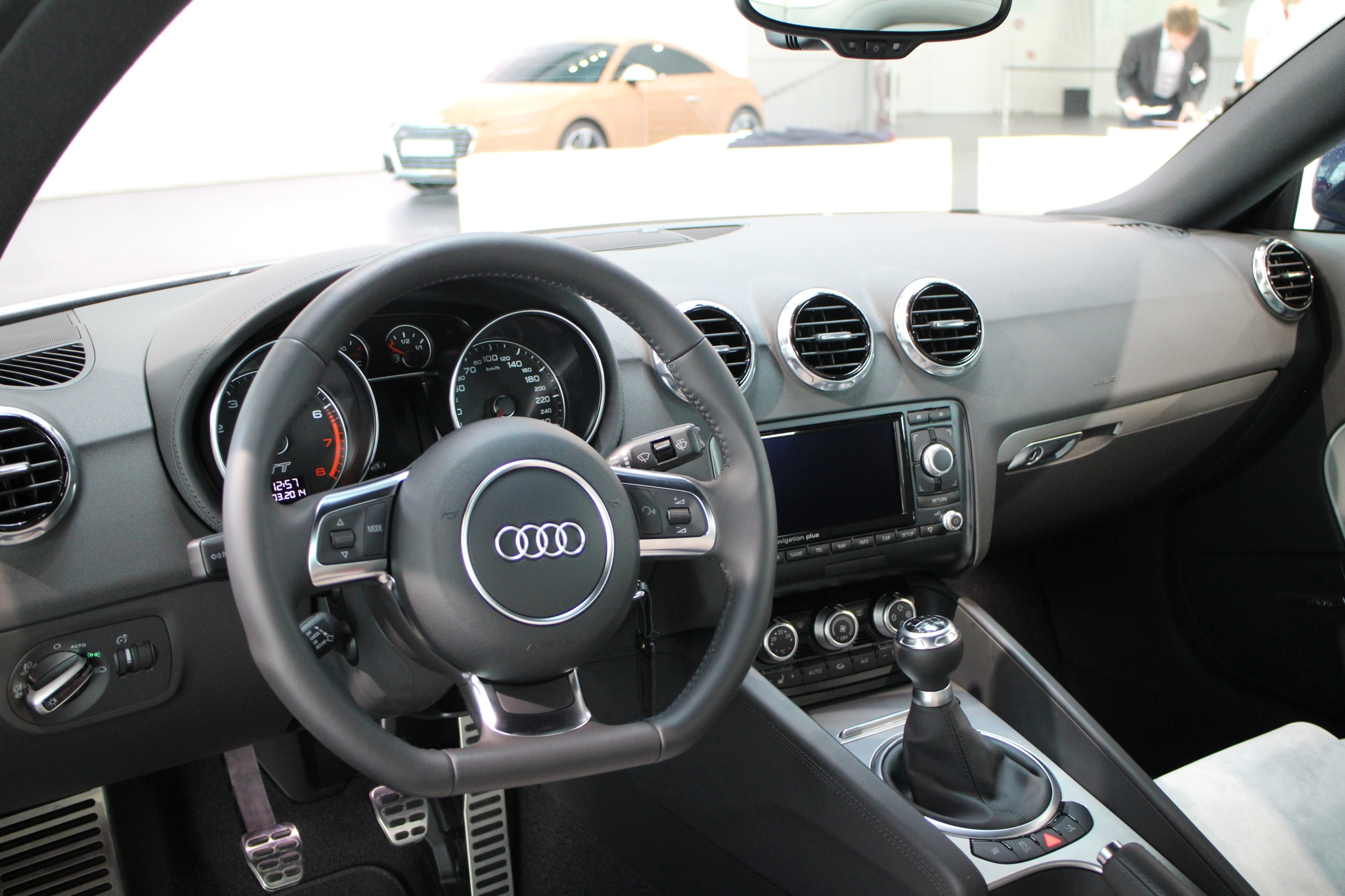
Interni

Il primo annuncio di Audi riguardo alla nuova versione della TT (chiamata anche Audi TT Mark2, o Audi TT Mk2) risale all'agosto 2004, mentre la concept che rivelerà gran parte delle linee del futuro modello, la Shooting Brake, non verrà esposta prima dell'ottobre 2005, al Tokyo Motor Show.
Disegnata da Walter de Silva e presentata ufficialmente il 6 aprile 2006, la nuova TT ha un particolare telaio, con l'anteriore in alluminio e il posteriore in acciaio, in modo da avere un miglior bilanciamento dei pesi. Questo ha consentito di rispettare maggiormente il pedone in caso di urto e mantenere il peso della vettura pressoché invariato rispetto a quello della precedente versione, nonostante la seconda versione monti un meccanismo che permette di far salire meccanicamente l'alettone posteriore a velocità superiori ai 120 km/h e di farlo abbassare non appena la vettura scende sotto gli 80 km/h.
Un'altra novità di questo nuovo modello sono le sospensioni adattive, denominate Audi Magnetic Ride, sebbene la piattaforma derivi dalla Golf V molti componenti sono stati modificati, la carreggiata anteriore è stata allargata di 26 millimetri mentre quella posteriore di 30 millimetri, la sospensione anteriore di tipo MacPherson è realizzata interamente in alluminio compreso il telaietto di supporto e vanta di una geometria differente rispetto alla Golf, gli attacchi dei bracci inferiori sono stati modificati ed allungati questo per alzare il centro di rollio ed avere maggior recupero dell'angolo di camber, i portamozzi sono specifici per questa vettura, mentre la sospensione posteriore presenta un multilink a 3 bracci e mezzo con portamozzi anch'essi specifici in alluminio. La TT Mk2 è venduta in due motorizzazioni: 2.0 TFSI a iniezione diretta e turbocompresso da 200 CV, lo stesso propulsore della Golf GTI, abbinato sia alla trazione anteriore sia a quella integrale, e il 3.2 FSI a iniezione diretta aspirato da 250 CV, usato anche per la precedente generazione, disponibile solo con la trazione integrale. Rispetto al modello precedente le prestazioni sono complessivamente migliorate non solo per l'adozione di motori a iniezione diretta di benzina, ma anche grazie al contributo dell'alluminio per la realizzazione del telaio. I cambi disponibili sono un manuale a sei rapporti e, in opzione, uno automatico-sequenziale a doppia frizione denominato S-Tronic.
Nel 2010 è stata sottoposta ad un piccolo restyling.

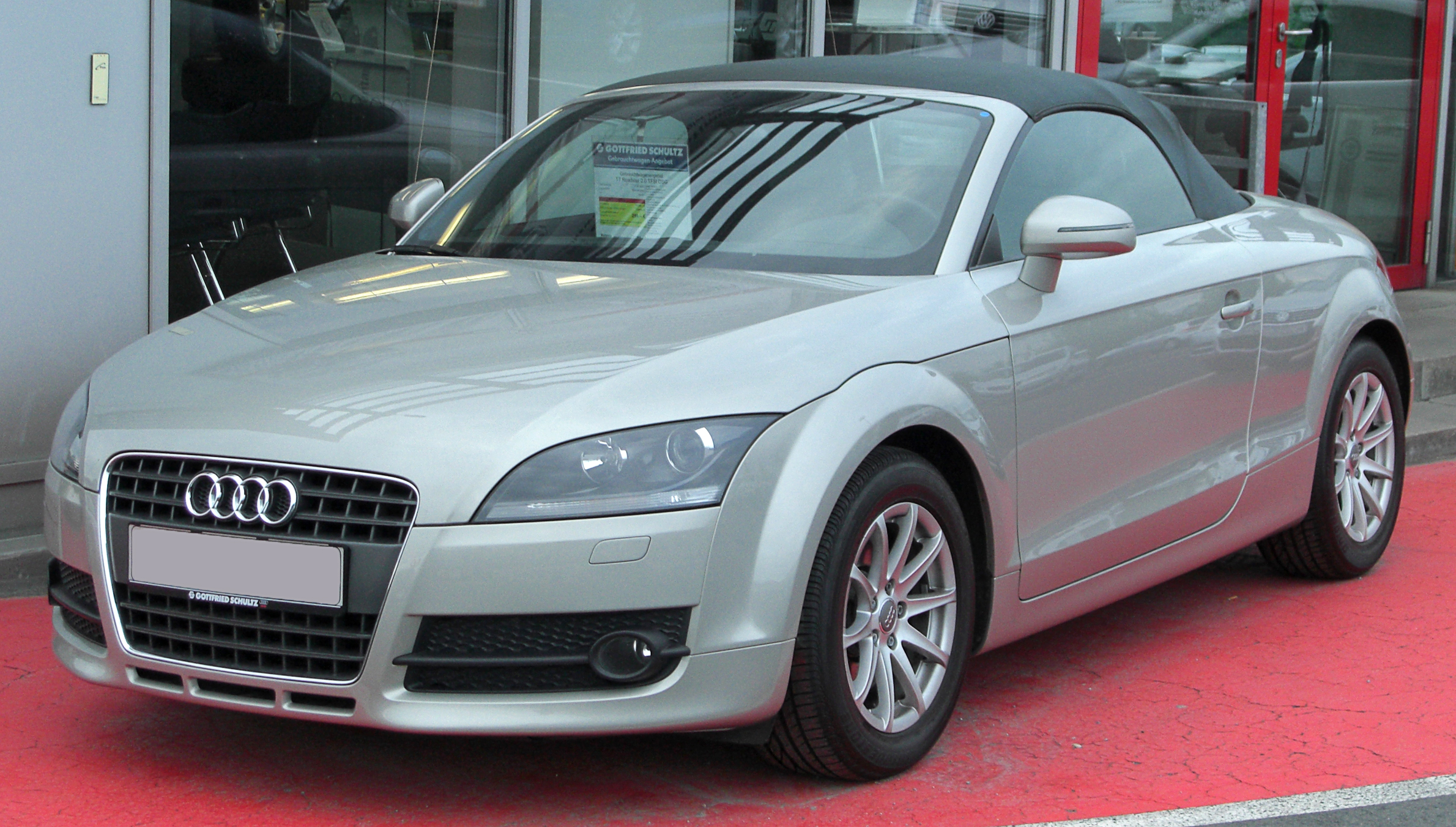
Audi TT Roadster restyling

## Versioni
È disponibile in due versioni: la versione coupé, una 2+2 i cui sedili posteriori sono riservati a passeggeri alti meno di 165 cm, e la versione roadster, 2 posti secchi, che è stata presentata nel mese di dicembre del 2006. Si basa sulla stessa meccanica del coupé ed è dotata di un tetto in tela come da tradizione, mentre il peso è leggermente più alto a causa dei rinforzi sul telaio necessari a compensare la minor rigidità torsionale causata alla mancanza del tetto in metallo. La versione coupé si apprezza più della versione roadster per la silenziosità e il comfort di marcia. La roadster sconta inoltre un bagagliaio di dimensioni più ridotte rispetto alla versione coupé e l'impossibilità di poter ospitare altri due passeggeri.

Nel 2007 è stata presentata una concept della TT denominata Clubsport Quattro. Questa implementava ritrovati tecnologici derivati dal mondo delle competizioni e aveva una configurazione di tipo barchetta. Sono state aggiunte numerose prese dell'aria supplementari per migliorare il raffreddamento dell'unità propulsiva costituita da un 2.0 TFSI da 300 CV di potenza. Quest'ultimo è gestito da un cambio a sei marce a doppia frizione. L'impianto luci sfrutta il sistema LED. Il terminale di scarico era in acciaio inox e sono state eliminate le maniglie delle porte d'accesso per migliorare l'aerodinamicità della vettura. Erano installati cerchi da 20" avvolti in pneumatici in misura 265/30. Negli interni erano presenti sedili sportivi con cinture a quattro punti e numerosi inserti in alluminio per contenere il peso complessivo. I freni sono a disco in ceramica.

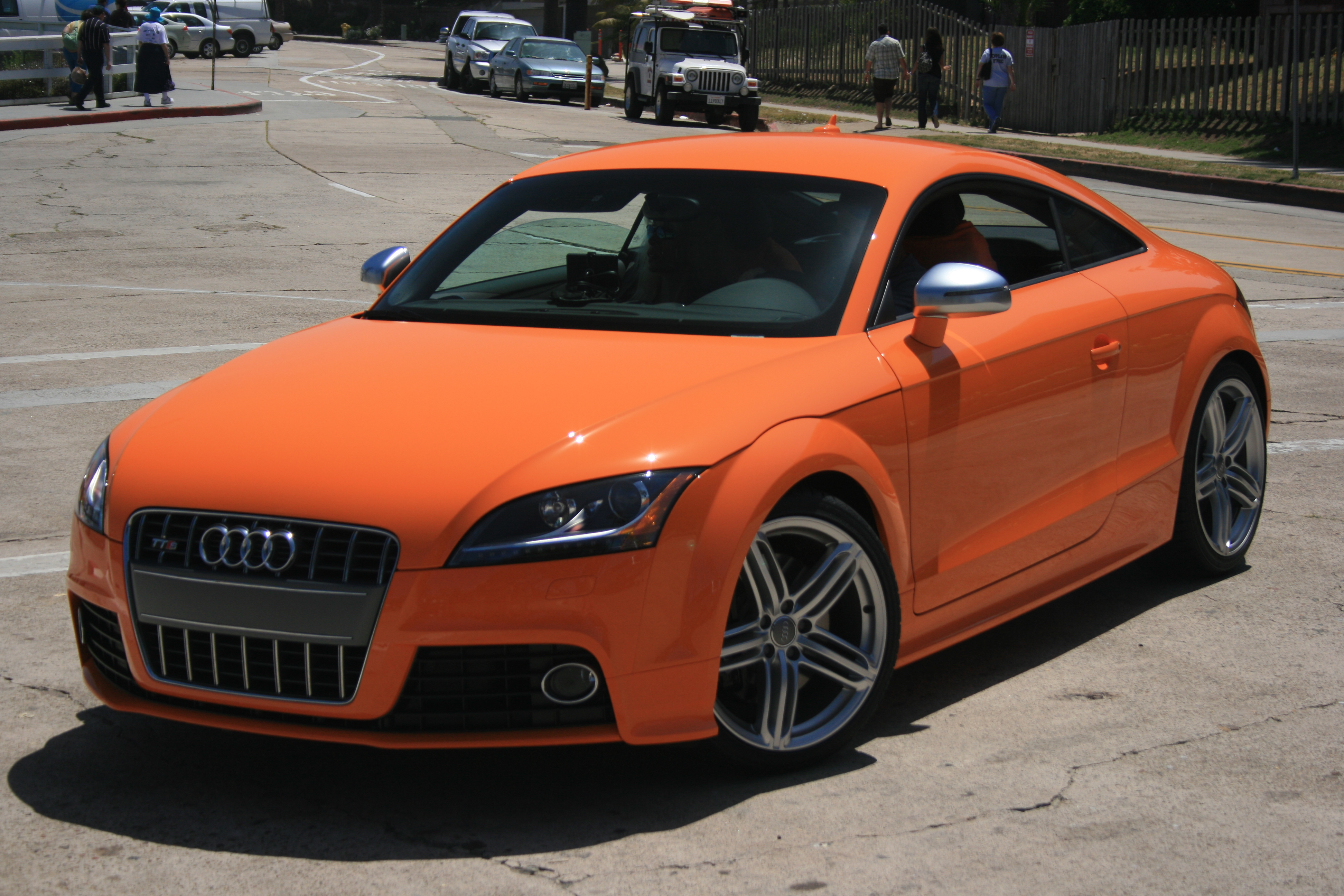
Un Audi TTS

A settembre 2008, è stata prodotta una versione speciale di quest'auto denominata TTS. Tale versione, prodotta sia in variante coupé sia roadster, è dotata di un motore 2.0 TFSI da 272 CV capace di far accelerare l'auto da 0 a 100 km/h in soli 5,2 secondi (versione coupé con cambio automatico) e farle raggiungere la velocità massima di 250 km/h (limitata elettronicamente). Questo propulsore è il prodotto dell'elaborazione del 2.0 TFSI "standard", che rappresenta un ottimo connubio delle due tecnologie Audi introdotte con la TT Mark1 (iniezione diretta di benzina e della sovralimentazione turbo). Questo motore da due litri (diverso dal 1.8 della Mark1, che non era dotato di iniezione diretta, ma derivava da quello della Golf GTI IV serie) a quattro cilindri, vince da quattro anni consecutivi, cioè dal 2005, il titolo di "Motore dell'Anno". Non si tratta solo della potenza elevata che viene erogata a rendere speciale il TFSI, ma contribuisce anche la coppia e il rendimento (consumi relativamente ridotti). Il cambio adottato è a doppia frizione S-tronic, che permette cambi di marcia molto veloci. Le modifiche estetiche, rispetto alle altre versioni, consistono nella single frame e negli specchietti cromati, caratteristiche esclusive delle Audi "S", e nell'adozione di quattro scarichi posteriori (due affiancati per lato); cambiano leggermente anche i fari anteriori, che adottano LED di posizione.

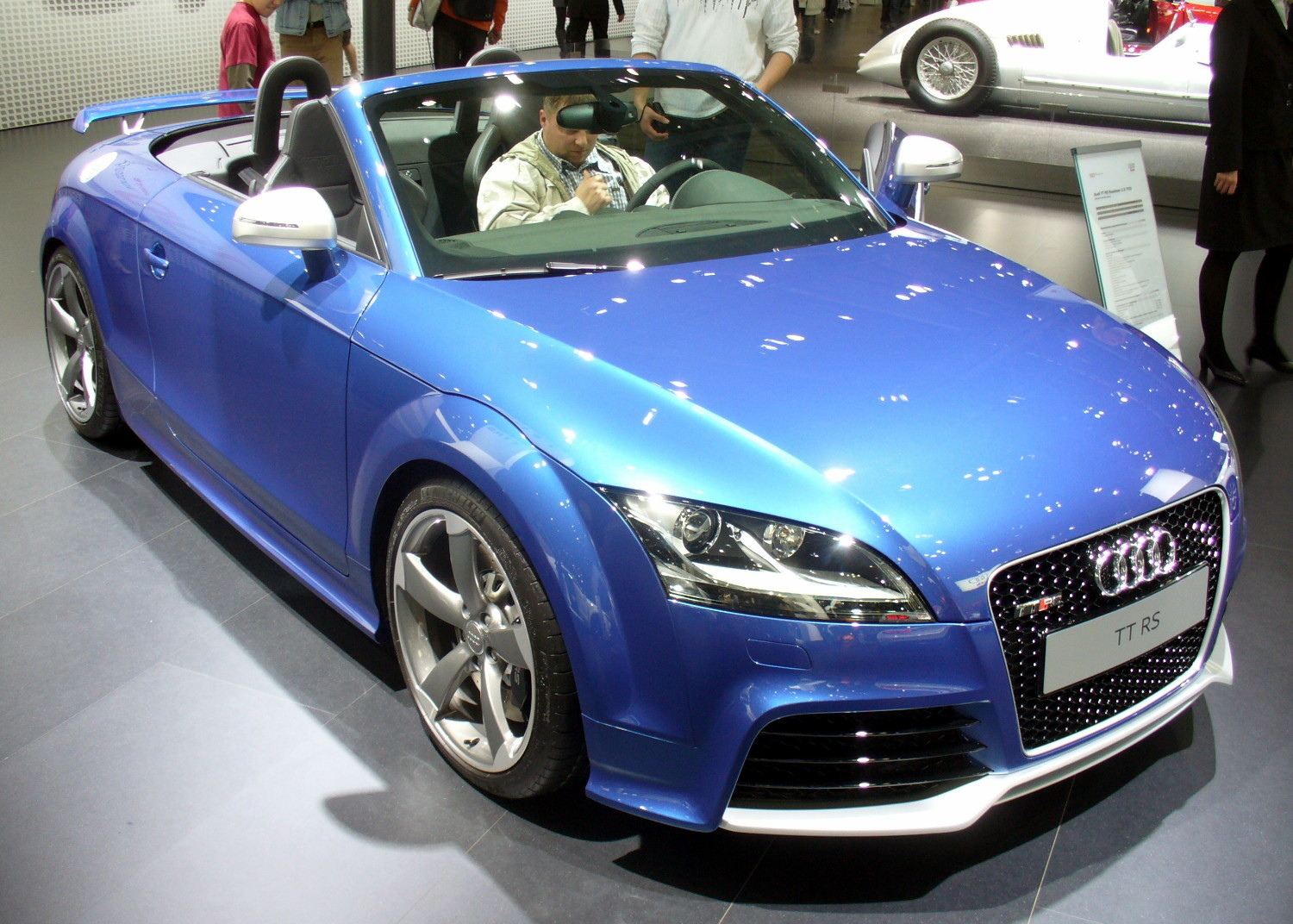
Audi TT RS Roadster

Sempre dal secondo semestre del 2008 viene prodotta una versione con un turbodiesel 2.0 TDI da 170 CV sia per le versioni Coupé sia Roadster. Con tale motore l'auto vanta velocità di punta di 230 km/h, consumo medio di 5,2 litri/100 km e accelerazione 0-100 km/h in 7 secondi.
Al salone di Ginevra 2009 è stato presentato il modello di punta: la versione RS, con un vistoso alettone posteriore, dotata di un inedito propulsore 5 cilindri di 2,5 litri in grado di erogare 340 CV di potenza per una velocità massima di 280 km/h e una scatto da 0 a 100 km/h in 4,6 secondi. Tali prestazioni sono frutto anche del buon rapporto peso/potenza: 4,3 kg/CV per il modello coupé e 4,4 kg/CV per il modello roadster.
Nel 2012 ne è stata realizzata la versione Plus, la quale era dotata di un propulsore TFSI 2.5 potenziato a 360 CV che era in grado di portare la vettura alla velocità massima di 280 km/h, con accelerazione da 0 a 100 km/h in 4,2 secondi. La coppia era stata incrementata a 465 Nm. Per la gestione del propulsore erano disponibili un cambio manuale a sei marce e il modello S-Tronic a sette rapporti con doppia frizione mentre la trazione è integrale. L'impianto frenante è costituito da freni a disco forati gestiti da quattro pistoncini. Per diminuire il peso complessivo, i cerchi da 19" sono stati realizzati in lega.

## Motorizzazioni
| Modello                      | Disponibilità | Motore  | Cilindrata (cm³) | Potenza         | Coppia max (Nm) | Emissioni CO2 (g/km) | 0–100 km/h (secondi) | Velocità max (km/h) | Consumo medio (km/L) |
| 1.8 TFSI                     | 2006-2014     | Benzina | 1798             | 118 kW (160 Cv) | 250             | 149                  | 7,2                  | 226                 | 15,6                 |
| 2.0 TFSI                     | 2006-2010     | Benzina | 1984             | 147 kW (200 Cv) | 280             | 154                  | 6,1                  | 245                 | 15,2                 |
| 2.0 TFSI quattro S tronic    | 2006-2010     | Benzina | 1984             | 147 kW (200Cv)  | 350             | 169                  | 5,6                  | 243                 | 13,9                 |
| 2.0 TFSI                     | 2010-2014     | Benzina | 1984             | 155 kW (211CV)  | 350             | 154                  | 6,1                  | 245                 | 15,2                 |
| 2.0 TFSI quattro S tronic    | 2010-2014     | Benzina | 1984             | 155 kW (211CV)  | 350             | 169                  | 5,6                  | 243                 | 13,9                 |
| 3.2 V6 quattro               | 2006-2007     | Benzina | 3189             | 184 kW (250 CV) | 320             | 254                  | 5,9                  | 250                 | 8,9                  |
| S 2.0 TFSI quattro S tronic  | 2008-2014     | Benzina | 1984             | 200 kW (272 CV) | 350             | 184                  | 5,2                  | 250                 | 12,6                 |
| RS 2.5 TFSI quattro S tronic | 2009-2014     | Benzina | 2480             | 250 kW (340 CV) | 450             | 209                  | 4,6                  | 250                 | 11,1                 |
| 2.0 TDI quattro              | 2008-2014     | Diesel  | 1968             | 125 kW (170 CV) | 350             | 139                  | 7,5                  | 226                 | 18,9                 |

## Attività sportiva

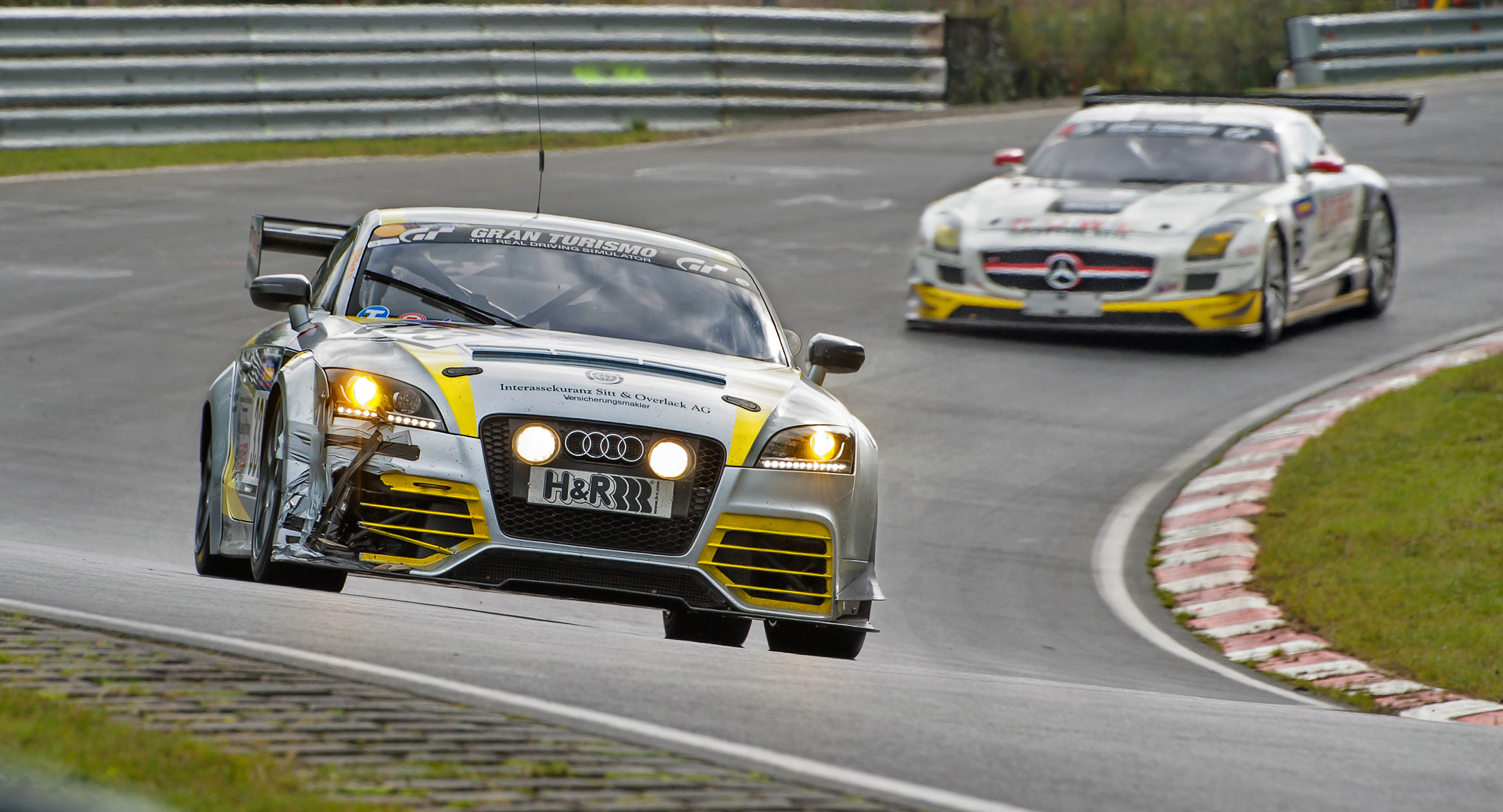
Un'Audi TT RS in versione da competizione in azione al Nürburgring

Della TT RS fu realizzata una versione da competizione dalla Raeder Motorsport in collaborazione con l'Audi per partecipare alle ultime prove del Veranstaltergemeinschaft Langstreckenpokal Nürburgring del 2010. La meccanica è stata completamente rivisitata rispetto al modello stradale con l'implementazione di una sospensione anteriore a quadrilatero e la rimozione del sistema di trazione integrale, come da regolamento erano stati aggiunti tutti i sistemi di sicurezza FIA ed erano stati installati nuovi componenti aerodinamici per migliorare l'aerodinamica della vettura. Pilotata dai piloti Marc Hennerici, Christopher Mies e Christoph Breuer, la vettura ottenne la vittoria nella classe SP 4T.
Successivamente, è stata presentata una concept per un'eventuale versione per il campionato FIA GT4. Come propulsore venne scelto un TFSI da 340 CV di potenza, mentre componenti aerodinamiche erano derivate dalla TT RS. Molte di queste componenti erano state realizzate in CFRP, mentre i finestrini erano in plastica. Il cambio era un S-tronic con bloccaggio del differenziale. La presentazione ufficiale della vettura avvenne al GP di Shanghai del DTM, dove il pilota Frank Biela percorse alcuni giri di pista dimostrativi.

## Versioni speciali

### Audi TT Ultra quattro Concept
Tale modello è stato dotato di un motore 2.0 TFSI a iniezione diretta dalla potenza di 310 CV e 400 Nm, con un rapporto peso-potenza di 3,6 kg per CV. Utilizzando numerose parti in carbonio e magnesio, il peso della vettura è stato contenuto fino a 1.111 kg. Gli specchietti esterni, per migliorare l'aerodinamica, sono stati sostituiti da telecamere che inviano le immagini direttamente sulla console centrale del cruscotto.